# Don't Think They Know
"Don't Think They Know" é uma canção do cantor norte-americano Chris Brown. Foi lançada em 17 de junho de 2013 como segundo single oficial de seu sexto álbum de estúdio, X (2014). A canção, produzida por Mel & Mus, conta com uma participação póstuma da cantora norte-americana Aaliyah econtém com uma interpolação da faixa "They Don't Know" de Jon B. A canção alcançou a 81ª posição da Billboard Hot 100 e recebeu o certificado de platina da Recording Industry Association of America (RIAA).

## Antecedentes
"Don't Think They Know" era originalmente um dueto entre Aaliyah e Digital Black, gravado em 2001 e produzida por J-Dub. A canção foi posteriormente lançada no álbum Memoirs of a R&B Thug (2005) de Black. A versão de 2013, primeiramente anunciada como "They Don't Know", com Chris Brown sendo o cantor principal, conta não somente com a parte anteriormente lançada de Aaliyah, mas também inclui vocais não utilizados na versão de Black. "Don't Think They Know" foi lançada digitalmente em 17 de junho de 2013 e foi enviada às rádios rítmicas e contemporâneas dos Estados Unidos em 1º de julho de 2013.

## Videoclipe
O videoclipe foi filmado em Los Angeles, Califórnia e foi lançado na mesma data que o single. O tema do vídeo é promover o fim da violência armada e da pobreza. Aaliyah aparece como um holograma que na verdade são cenas dos clipes de "Try Again" (2000) e "If Your Girl Only Knew" (1996).

### Tema
Os temas do vídeo são unidade e paz, aumentando a conscientização sobre a pobreza generalizada e a violência armada nos bairros afro-americanos.[carece de fontes?] Brown, ao falar com a MTV News sobre o vídeo, disse: "Quando fiz o vídeo, queria fazer algo como o tema Boyz n the Hood, trazendo também um aspecto do lado do mundo sobre o qual as pessoas nunca mais falam. Violência armada ou coisas com as quais lidamos em nosso bairro ou comunidade que poderíamos simplesmente parar”.[carece de fontes?]

### Sinopse
O vídeo é filmado em um filtro cinza, no entanto, alguns objetos no vídeo, como o cabelo de Brown, são filmados em vermelho e azul, o que supostamente representa os Bloods e os Crips.[carece de fontes?] O vídeo começa com uma citação de Brown: 
| “              | A cada duas horas na América hoje, uma criança morre de um ferimento de bala. A unidade é o que temos medo, então o medo é insanidade, vamos amar uns aos outros. | ” |
| — Chris Brown, | |   |

Seus visuais começam com o cantor sentado em um carro ao lado de outros 3 homens dirigindo em um bairro, procurando problemas. Brown então pede que parem o carro quando ele sai enquanto caminha para outro quarteirão. A música começa quando Brown está cantando na frente de Aaliyah, que é mostrada como um holograma de uma filmagem. Nas cenas da trama, Brown é visto liderando um grupo de pessoas enquanto esse grupo é visto caminhando pela vizinhança liderando uma caminhada pela paz durante todo o vídeo. Brown coloca uma mensagem dizendo descanse em paz para o falecido rapper de Compton, Michael "Lil Frogg" Reshard, Jr., que foi baleado e morto em 27 de março de 2013 no final do vídeo. À medida que o vídeo encerra, uma mensagem aparece dizendo:
| “              | Querida Aaliyah, nós te amamos e sentimos sua falta. Obrigado por inspirar todos nós. | ” |
| — Chris Brown, |                                                                                       |   |

## Faixas e formatos
| Download digital |                                            |                                                                                       |             |         |  |
| N.º              | Título                                     | Compositor(es)                                                                        | Produtor(s) | Duração |  |
| 1.               | "Don't Think They Know" (part. de Aaliyah) | Benjamin "Black" Bush Moe Faisal Verse Simmonds Tim Kelley Bob Robinson Jonathan Buck | Mel & Mus   | 4:01    |  |

## Desempenho nas paradas musicais
| Tabelas musicais (2013)                            | Melhor posição |
| -------------------------------------------------- | -------------- |
| França (SNEP)                                      | 162            |
| Reino Unido (OCC)                                  | 95             |
| Estados Unidos (Billboard Hot 100)                 | 81             |
| Estados Unidos - Hot R&B Songs (Billboard)         | 9              |
| Estados Unidos - Hot R&B/Hip-Hop Songs (Billboard) | 29             |

## Histórico de lançamento
| País           | Data                | Formato               | Gravadora |
| -------------- | ------------------- | --------------------- | --------- |
| Estados Unidos | 17 de junho de 2013 | Download digital      | RCA       |
| Estados Unidos | 1 de julho de 2013  | Rhythmic contemporary | RCA       |

## Certificações
| Região                | Certificado | Unidades certificadas/vendas |
| --------------------- | ----------- | ---------------------------- |
| Estados Unidos (RIAA) | Platina     | 1.000.000                    |